# Ерік Ваутерс
Ерік Ваутерс (12 травня 1951 — 21 жовтня 1999) — бельгійський вершник.
Бронзовий призер Олімпійських Ігор 1976 року в командному конкурі, учасник 1972, 1996 років.